# ICT Spring
ICT Spring Europe（アイシーティー・スプリング・ヨーロッパ）は、ルクセンブルクで開催されるICTイノベーションフォーラムイベント。「イノベーション」をキーワードに世界各国からICT業界関係者が集まる。

## 概要

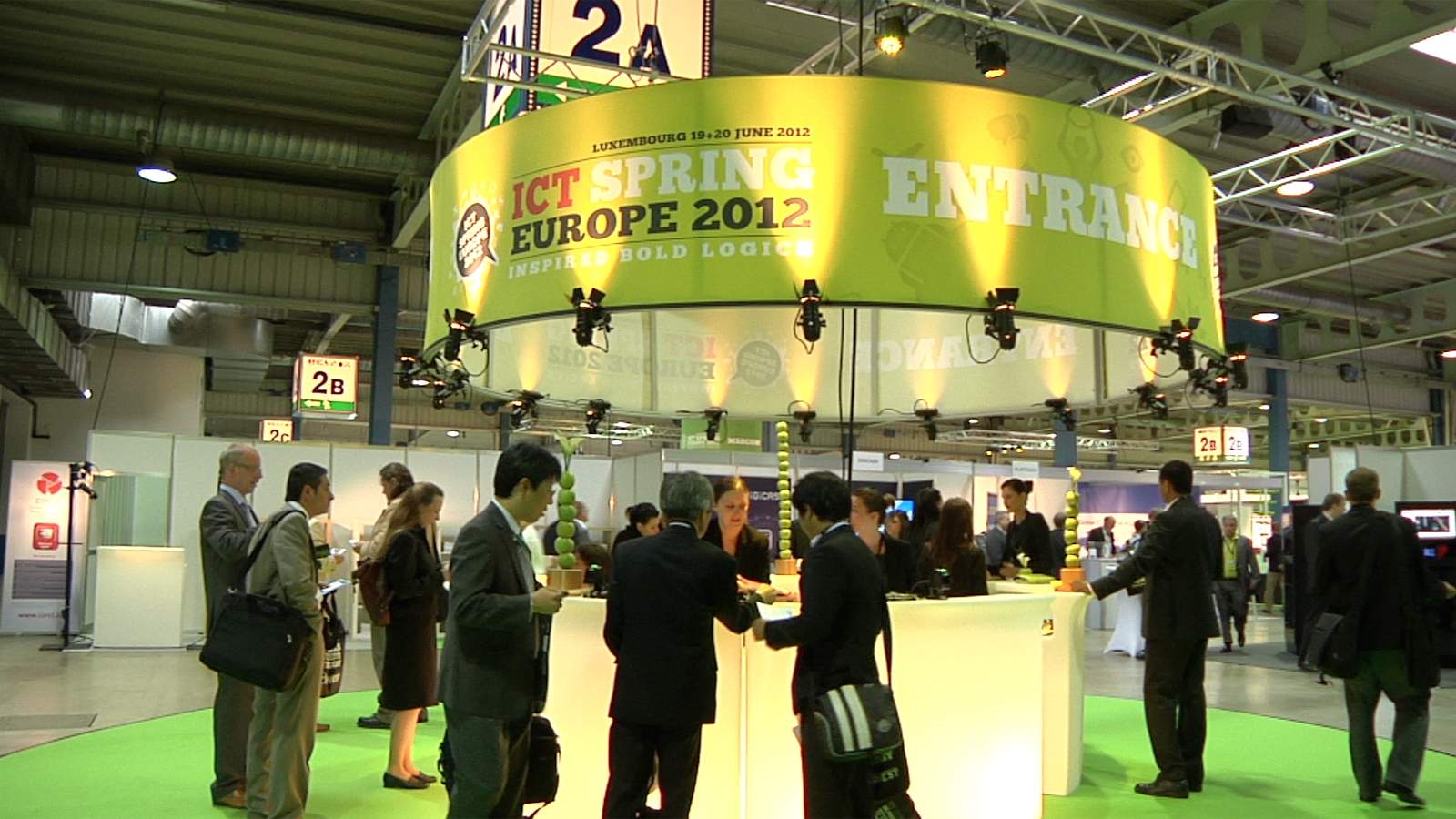
ICT Spring Europe 2012 会場内

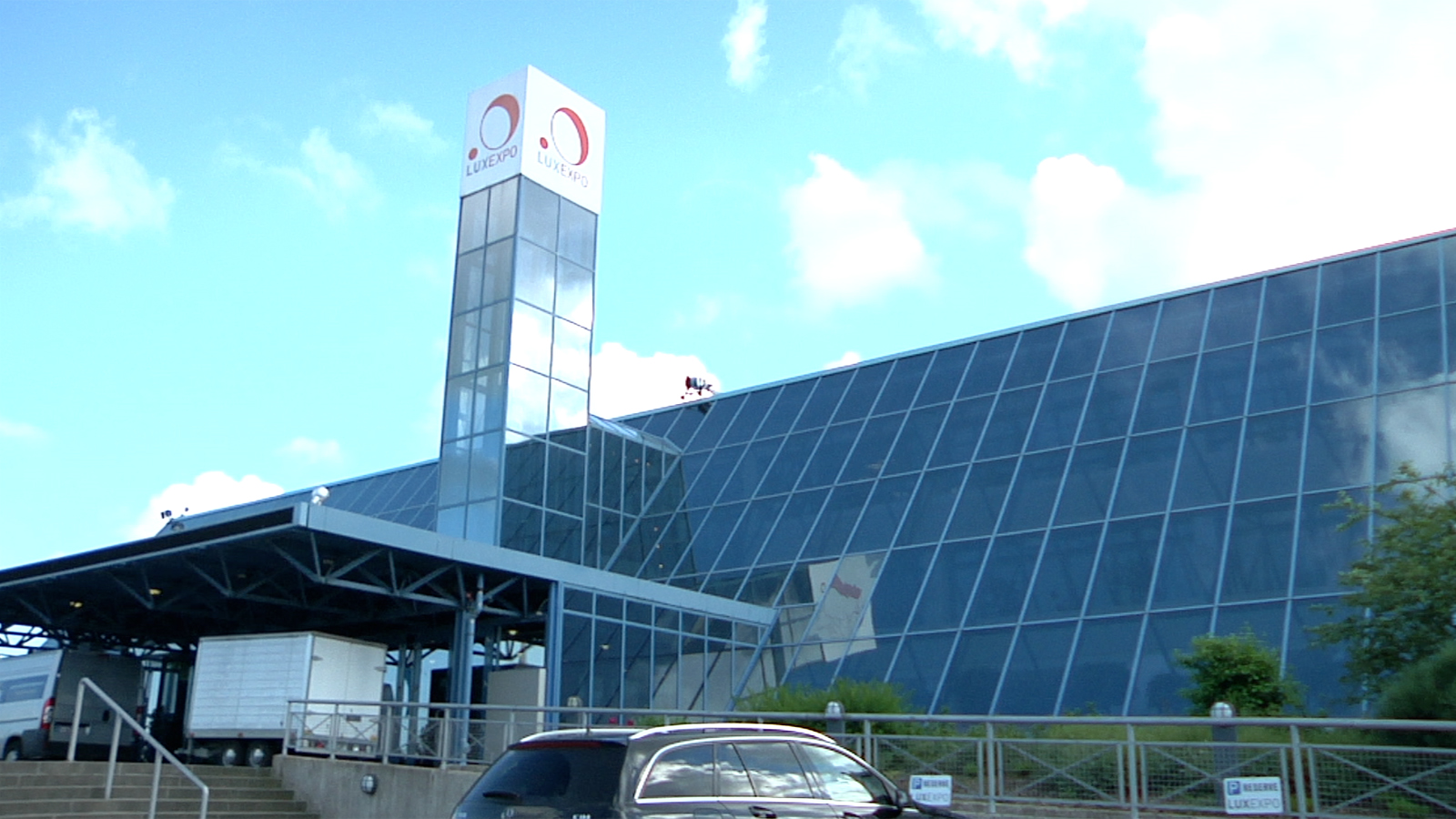
開催場所：LUXEXPO

グローバル展開を目指すICT企業が集積するルクセンブルクに、各国から業界のCTO、開発者、インフラ事業者やVCなど約3500人が集まる。 会期中には150以上のデモンストレーション、マスタークラスなどが行われる。商談設定サービスや交流会、ヨーロッパICTアワード受賞式典などもあり、 特にカクテルやガラディナーなどのネットワーキングイベントは大企業のマネジメント層や政府関係者とも気軽に交流できる場である。

### 開催国ルクセンブルク
ルクセンブルクは政策的にICTインフラ投資と法規制の整備を進め、国内はもちろんヨーロッパ主要都市とのブロードバンド光ファイバー網(8.8テラバイト)、セキュリティーレベルのデーターセンター、通信衛星サービス、ソフトウェア著作権を含む知的財産優遇税制などを備え、アマゾン、イーベイ、iTunes、スカイプ、楽天、リアル・ネットワーク、ネットフ リックス、ネクソンなどのグローバルICT企業が進出している。

## 日本からの参加

### 2012年

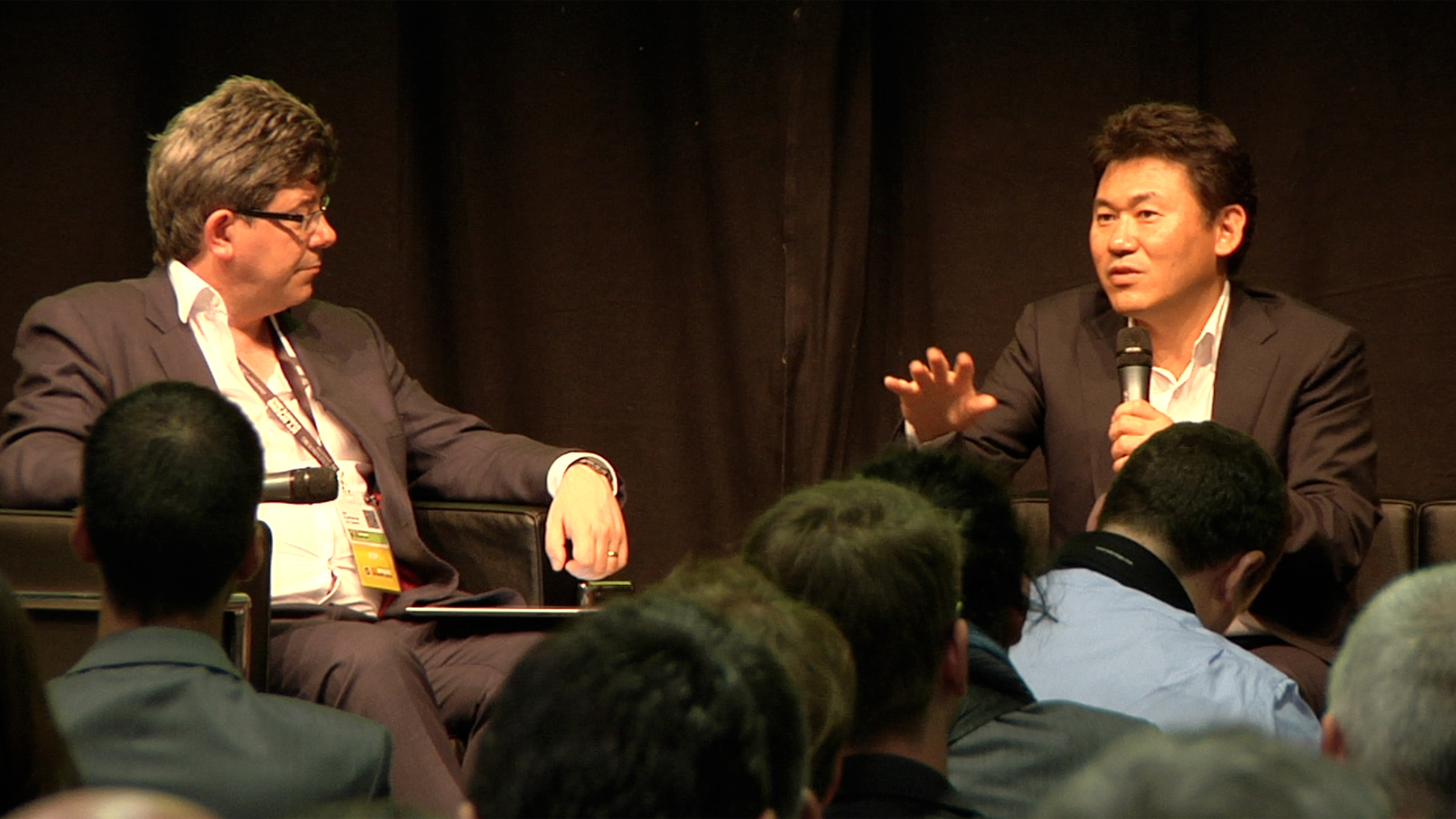
2012年度 楽天CEO 三木谷浩史 基調講演

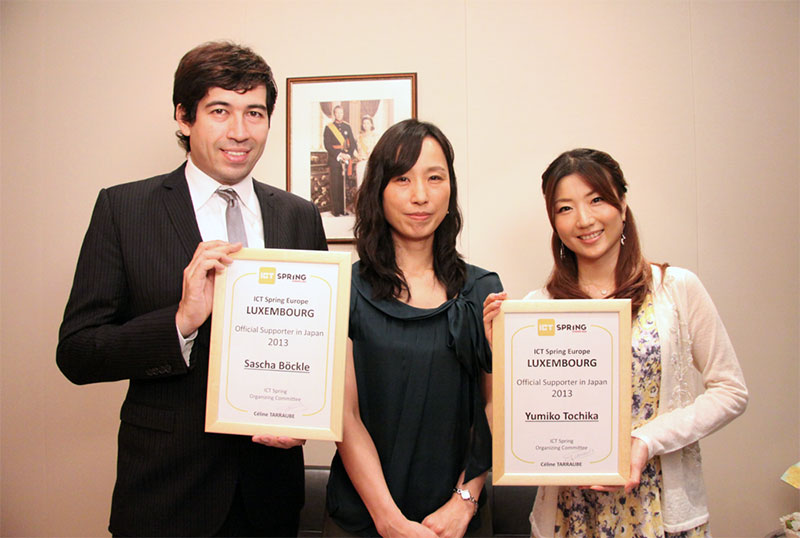
2013年度 日本オフィシャル サポーター

楽天株式会社の代表取締役会長兼社長である三木谷浩史が同イベント初の日本企業による基調講演を行った。
下記の日本企業が参加した。（アルファベット順）
- 株式会社ブライツコンサルティング（商標・ドメインネーム保護管理サービス）
- 株式会社電通・株式会社美術出版ネットワークス・株式会社D2Cの共同プロジェクト
- ガディンチェ株式会社（パノラマバーチャールショップ構築）
- 株式会社 洛洛.com（美容ソーシャルアプリ、肌画像分析）
- NTTアドバンステクノロジ株式会社（通信関連技術・機器）

### 2013年
タレント＆DJのサッシャと遠近由美子が、ICT Spring Europe 2013 日本オフィシャル サポーターに就任。元グーグルジャパン社長の辻野晃一郎（現・ALEX株式会社社長）が基調講演を行った。
下記の日本企業が参加した。（アルファベット順）
- 株式会社エニドア (Conyac)
- アシアル株式会社 (Monaca)
- BHI株式会社 (Swingmail)
- ChatWork株式会社 (ChatWork)
- 株式会社ガルチ
- 株式会社ねこじゃらし (CoreDrive)
- 株式会社Skeed (高速ファイル転送・コンテンツ配信 ネットワーク技術)

### 2014年
2013年に続き再び、タレント＆DJのサッシャと遠近由美子が、ICT Spring Europe 201４ 日本オフィシャル サポーターに就任。
下記の日本企業が参加した。
無料招待出展（アルファベット順）
- Beatrobo,Inc.（IT×コミュニケーション×ハードウェアサービス）
- 株式会社ビズリーチ（インターネットサービス企画・運営）
- クラウドキャスト株式会社（経費精算ソリューション開発）
- ユークリッドラボ株式会社 (現・Spectee：位置情報型ニュース配信・共有サービス)
- 株式会社Gunosy（情報・コンテンツ配信サービス）
- 株式会社サンワハイテック （電動モビリティー開発）

特別優待出展（アルファベット順）
- Emotional Brains株式会社（イラストをフィギュアにするワンストップ型クラウド・ファンディング・サービス）
- 株式会社マイカレッド（クラウドサービス開発）
- 株式会社Moff（ウェアラブルなスマートおもちゃ開発）
- 八楽株式会社（ウェブサイト翻訳ツール開発）

2年連続出展（2013、2014）
- ChatWork株式会社 （クラウド型ビジネスチャットツール開発）

### 2015年
この年、主要テーマを「FinTech (フィンテック)」にシフト。
下記の日本企業が参加した。
無料招待出展（アルファベット順）
- バンクガード株式会社　（ネットバンク不正送金対策）
- Capy Inc.　（サイバーセキュリティー・パズルキャプチャ）
- 株式会社リクルートホールディングス「AirRegi」プロジェクト　（クラウドベースのPOSレジソリューション）
- 株式会社ロイヤルゲート（モバイルペイメント・プラットフォーム）

スポンサー出展
- 日本コントロールシステム株式会社（制御系システムソリューション）

### 2016年
この年から「Space Forum」「Pitch Your Startup」併催。
“Collaborative Abundance”というキーワードのもと、「フィンテック」、「宇宙」、「マーケティング」、「ICT」「ヘルステック」「HR」などのテーマセッションが行われた。
Google Lunar XPRIZEに参加していた民間月面探査プロジェクト“HAKUTO”を率いるispaceの代表、袴田武史が「Space Forum」で講演し、開発中のローバーを会場で展示した。
下記の日本企業が参加した。
ICT Spring Europe：スタートアップピッチ参加、ブース招待出展（アルファベット順）
- アクセーラ（デジタルコンテンツ）
- APS（クレジットカード認証システム）
- HR Databank（国境を越えた求人・求職プラットフォーム）

Space Forum：スピーカー・ブース招待出展
- 株式会社 ispace　（民間月面探査プロジェクト「HAKUTO」主宰）

### 2017年
「Space Forum」「Pitch Your Startup」併催。
「フィンテック」「デジタル」「インダストリー」「スペース」が主要テーマ。
JAXAの小惑星サンプルリターンミッション「はやぶさ2」前プロジェクトマネージャー、当時、JAXA宇宙資源探査イノベーションハブ長（宇宙科学研究所副所長兼務）であった國中均が、「Space Forum」内で“JAXAでのオープンイノベーション“をテーマに基調講演を行った。
下記の日本企業が参加した。
ICT Spring Europe：スタートアップピッチ参加、ブース招待出展（アルファベット順）
- bitFlyer　（日本最大のビットコイン・ブロックチェーン企業、2017年ルクセンブルクに欧州拠点設立、2018年に仮想通貨交換業ライセンスを取得[3]）
- Keychain　（分散型認証プラットフォーム）
- Skeed　（IT/SaaSプロバイダー）
- Starbase　（ブロックチェーン技術によるクラウドファンディング&ソーシングプラットフォーム）

### 2018年[4]
「Space Forum」「Pitch Your Startup」併催。
主要テーマは「フィンテック」「デジタル」「スペース」など。
日産自動車株式会社の福島正夫（ITS技術顧問）が「Space Forum」内で基調講演を行った。
下記の日本企業が参加した。
ICT Spring Europe：スタートアップピッチ参加、ブース招待出展（アルファベット順）
- クリエイターズネクスト
- Empath

イベント初日のハイライトとして開催されるピッチコンテスト「Pitch Your Startup」では、日本のEmpathが日本企業として初めてファイナリスト15社に選出され、決勝に進出し優勝した。

## 沿革
| 開催  | 開催場所                     | 開催期間                | 総出展 | 日本企業出展 | 出展国 | スピーカー | 来場者 |
| ----- | ---------------------------- | ----------------------- | ------ | ------------ | ------ | ---------- | ------ |
| 第1回 | LUXEXPO                      | 2010年3月15日 - 3月16日 |        |              |        |            |        |
| 第2回 | LUXEXPO                      | 2011年6月28日 - 6月29日 |        |              |        |            |        |
| 第3回 | LUXEXPO                      | 2012年6月19日 - 6月20日 |        | 5社          |        |            |        |
| 第4回 | LUXEXPO                      | 2013年6月19日 - 6月20日 | 150社  | 7社          | 60カ国 | 90社       |        |
| 第5回 | KIRCHEBERG CONFERENCE CENTER | 2014年7月3日 - 4日      |        | 11社         |        |            |        |
| 第6回 | KIRCHEBERG CONFERENCE CENTER | 2015年5月19日 - 20日    |        | 5社          |        |            |        |
| 第7回 | EUROPEAN CONVENTION CENTER   | 2016年5月10日 - 11日    |        | 4社          |        |            |        |
| 第8回 | EUROPEAN CONVENTION CENTER   | 2017年5月9日 - 10日     |        | 4社          |        |            |        |
| 第9回 | EUROPEAN CONVENTION CENTER   | 2018年5月15日 - 16日    |        | 2社          |        |            |        |